# Diocèse de Tortose
Pour les articles homonymes, voir Diocèse de Tortosa.
Le diocèse de Tortose, ou diocèse de Tartous, était un diocèse suffragant de l'archevêque de Tyr dans le royaume latin médiéval de Jérusalem.

## Histoire
Il n'existait pas de diocèse grec-orthodoxe à Tortose. Le diocèse fut formé par la fusion de trois diocèses orthodoxes existant au Xe siècle : Antarados, Arados et Maraclée (en). Traditionnellement, ces derniers étaient les suffragants les plus septentrionaux de l'archidiocèse de Tyr, au sein du patriarcat d'Antioche. Sous la domination des Croisés, il dépendait du comté de Tripoli. Le premier évêque latin fut nommé par le patriarche Bernard de Valence en 1127 ou 1128, sous sa juridiction directe, ce qui provoqua un long conflit avec les archevêques de Tyr. En 1138, le pape Innocent II absout l'évêque de Tortose de son serment d'obéissance au patriarche d'Antioche et lui ordonne de se soumettre à l'archevêque de Tyr, Foucher d'Angoulême.
En 1152, Tortose fut brièvement occupé par les troupes de l'émir Nur ad-Din. En réponse, l'évêque Guillaume Ier engagea les Templiers pour défendre la cathédrale en échange de privilèges ecclésiastiques. Selon l'accord avec les Templiers, l'évêque se réservait uniquement l'église de Maraclée, les églises de Tortose et de son port, à l'exception de la chapelle du château. Dans toutes les autres églises du diocèse, à l'exception de celles qui appartenaient déjà aux Hospitaliers, les Templiers pouvaient exercer des droits paroissiaux. À partir de ce moment, la majeure partie du diocèse fut effectivement contrôlée par les Templiers, dirigés par leurs prêtres et ne payant pas la dîme à l'évêque. Ce contrôle, cependant, se limitait aux zones rurales et était probablement moins étendu que ne le laisse entendre l'accord conservé. Les Templiers résistèrent avec succès dans la citadelle aux attaques de Saladin en 1188.
Lorsque le patriarche Pierre de Lucedio fut trop malade pour assister au quatrième concile du Latran en novembre 1215, il envoya l'évêque de Tripoli à sa place. La même année, il effectue un nantissement pour un domaine ecclésiastique avec les Templiers pour 1 500 besants. En 1225, l'évêque se plaignit au pape que les Templiers avaient violé l'accord de 1152.
En 1251, l'évêque se plaignit au pape que les Hospitaliers ne payaient pas la dîme sur certaines propriétés, mais il se pourrait que l'évêque ait réclamé la dîme de propriétés situées dans le diocèse vacant de Raphanée. En 1255, le pape Alexandre IV exempta les Hospitaliers du paiement de la dîme sur ces terres. Alexandre statua également sur la pratique de l'évêque de Tortose consistant à verser les salaires de ses chanoines tout en conservant le contrôle de leurs prébendes. Il autorisa cette pratique, sauf dans le cas de l'archidiacre, qui devait se voir confier le contrôle de sa prébende.

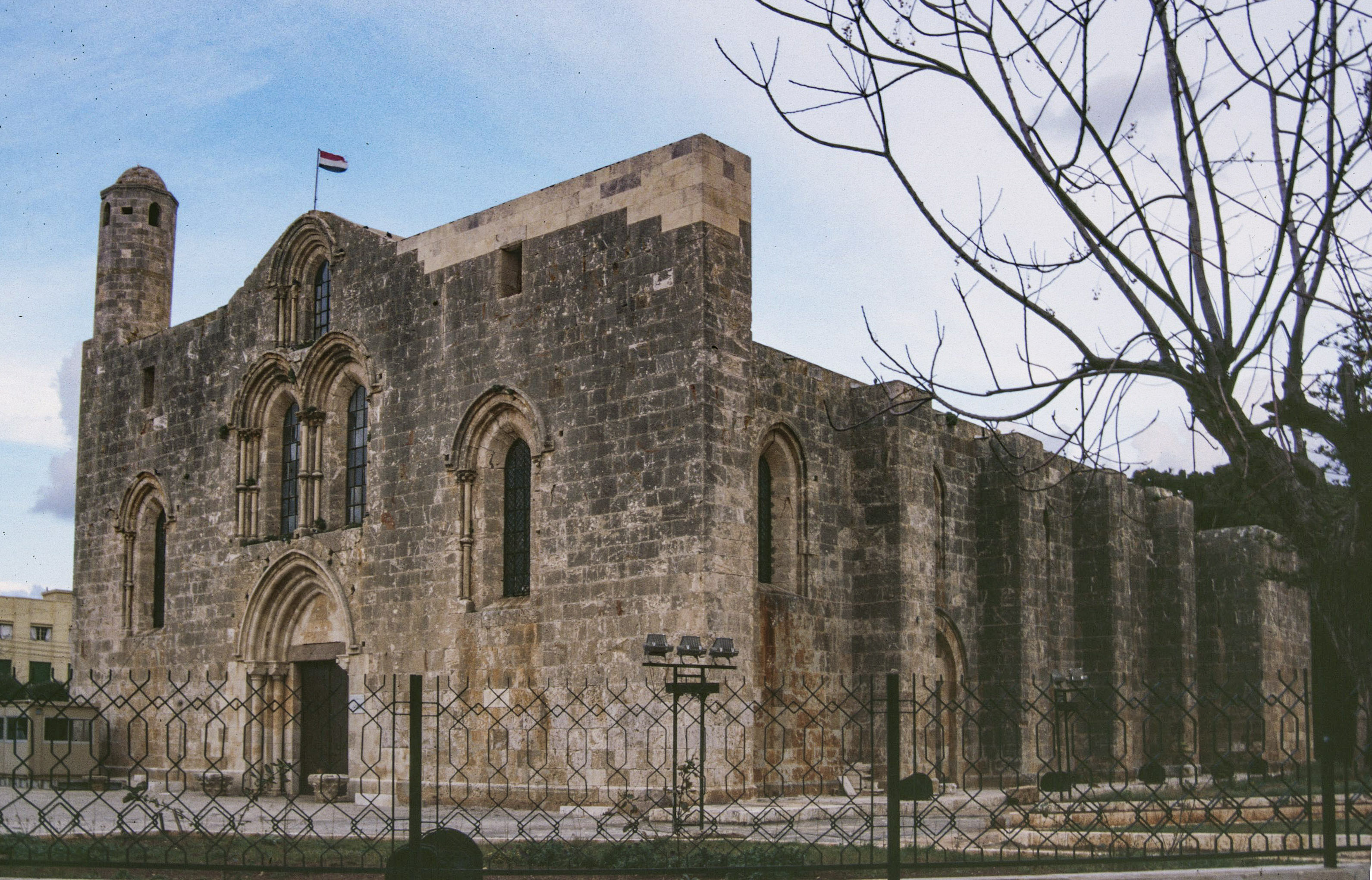
Façade ouest et murs sud de la cathédrale Notre-Dame de Tortose.

En 1263, le pape Urbain IV annula la décision d'Alexandre et unifia le diocèse de Raphanée à Tortose, permettant à l'évêque de réclamer la dîme sur les terres de la première demeurant sous contrôle croisé. À la suite de la décision d'Urbain IV, les Hospitaliers conclurent un accord prévoyant le paiement de 1 500 besants d'arriérés et la promesse de 1 000 besants par an en guise de dîme. Grâce à des procès remportés, à une gestion immobilière rigoureuse et au sanctuaire de la Vierge Marie, les évêques de Tortose conservèrent des finances solides tout au long du XIIIe siècle.
Au plus tard en 1267, l'évêque de Tortose avait nommé des vicaires pour superviser les communautés gréco-catholiques sous sa responsabilité et veiller à ce que leurs églises soient construites selon les plans grecs. Cette année-là, l'évêque Guillaume III demanda aux Hospitaliers de l'aider à imposer l'obéissance romaine aux églises grecques, manifestement orthodoxes. À en juger par la formulation de sa lettre, il est possible qu'il y ait eu des archevêques et des évêques orthodoxes dans son diocèse à cette époque. Bien que l'Église latine des États croisés ait toujours revendiqué son autorité sur l'Église orthodoxe, elle n'a pas toujours imposé la conformité aux pratiques et doctrines latines.
En 1268, le sultan Baybars s'empara d'Antioche. L'archidiacre et vicaire patriarcal de l'époque, Barthélemy Mansel, échappa au sac. Il fut nommé évêque de Tortose lorsque ce siège devint vacant en 1272 mais cela créa une situation délicate, car le vicaire patriarcal choisit de résider dans la ville la plus importante du patriarcat, Tripoli. Cela provoqua un conflit avec l'évêque de Tripoli, Paul de Segni. Tortose cessa d'être un évêché résidentiel en 1291. Le 3 août, les Templiers et Barthélemy évacuèrent la ville.

## Cathédrale
La cathédrale abritait un important sanctuaire dédié à la Vierge Marie, le seul sanctuaire de ce type dans le patriarcat d'Antioche. C'était le seul centre de pèlerinage des États latins d'Orient du nord, et les dons des pèlerins constituaient une importante source de revenus. Au XIIIe siècle, elle avait même acquis des propriétés à Trévise, en Italie. En 1213, Raymond, fils aîné du prince Bohémond IV d'Antioche, fut assassiné par les Assassins dans la cathédrale.

## Liste des évêques
- anonyme (fl. 1128)
- Guillaume Ier (1142–1152)
- Baudin (fl. 1217) qui participe à la cinquième croisade
- Guillaume II (fl. 1247), de l'ordre des Prêcheurs
- Guillaume III (1263–1268)
- Barthélemy Mansel (1272–1291)